# Vlag van Sluis-Aardenburg

De vlag van Sluis-Aardenburg
(1995-2003)

De vlag van Sluis-Aardenburg is op 9 november 1995 bij raadsbesluit vastgesteld als gemeentelijke vlag van de Zeeuwse gemeente Sluis-Aardenburg. De beschrijving luidt: 
Vijf evenhoge banen van rood en wit, de tweede en vierde baan gegolfd, met in de broeking een baan van geel, beladen met een rode dubbele burcht, verlicht van geel.
De kleuren en tekening van de vlag zijn ontleend aan het gemeentewapen.
Sluis-Aardenburg was in 1995 ontstaan uit de voormalige gemeenten Sluis en Aardenburg. Op 1 januari 2003 ging de gemeente op in de nieuw opgerichte gemeente Sluis, waardoor de vlag als gemeentevlag kwam te vervallen. 

## Verwante afbeeldingen

Het wapen van Sluis-Aardenburg
De vlag van de voormalige gemeente Sluis
De vlag van Sluis

Aardenburg 
· Arnemuiden 
· Axel 
· Baarland 
· Biervliet 
· Biggekerke 
· Borssele 
· Breskens 
· Brouwershaven 
· Bruinisse 
· Burgh 
· Domburg 
· Dreischor 
· Driewegen 
· Duiveland 
· Ellewoutsdijk 
· 's-Gravenpolder 
· Groede 
· Haamstede 
· 's-Heer Abtskerke 
· 's-Heer Arendskerke 
· Hoedekenskerke 
· Hontenisse 
· IJzendijke 
· Kloetinge 
· Kortgene 
· Koudekerke 
· Krabbendijke 
· Kruiningen 
· Mariekerke 
· Meliskerke 
· Middenschouwen 
· Nieuw- en Sint Joosland 
· Nisse 
· Noordgouwe 
· Oostburg 
· Oostkapelle 
· Oud-Vossemeer 
· Oudelande 
· Ovezande 
· Poortvliet 
· Retranchement 
· Rilland-Bath 
· Ritthem 
· Sas van Gent 
· Scherpenisse 
· Schoondijke 
· Sint-Annaland 
· Sint Jansteen 
· Sint-Maartensdijk 
· Sint Philipsland 
· Sluis 
· Sluis-Aardenburg 
· Stavenisse 
· Valkenisse 
· Vogelwaarde 
· Waarde 
· Waterlandkerkje 
· Wemeldinge 
· Westdorpe 
· Westerschouwen 
· Westkapelle 
· Wissenkerke 
· Wolphaartsdijk 
· Zaamslag 
· Zierikzee 
· Zuiddorpe 
· Zuidzande